# Selenia lunaria
Selenia lunaria är en fjärilsart som beskrevs av Ignaz Schiffermüller 1775. Selenia lunaria ingår i släktet Selenia och familjen mätare. Inga underarter finns listade.